# Braunschweiger Straße 101, 102 (Magdeburg)

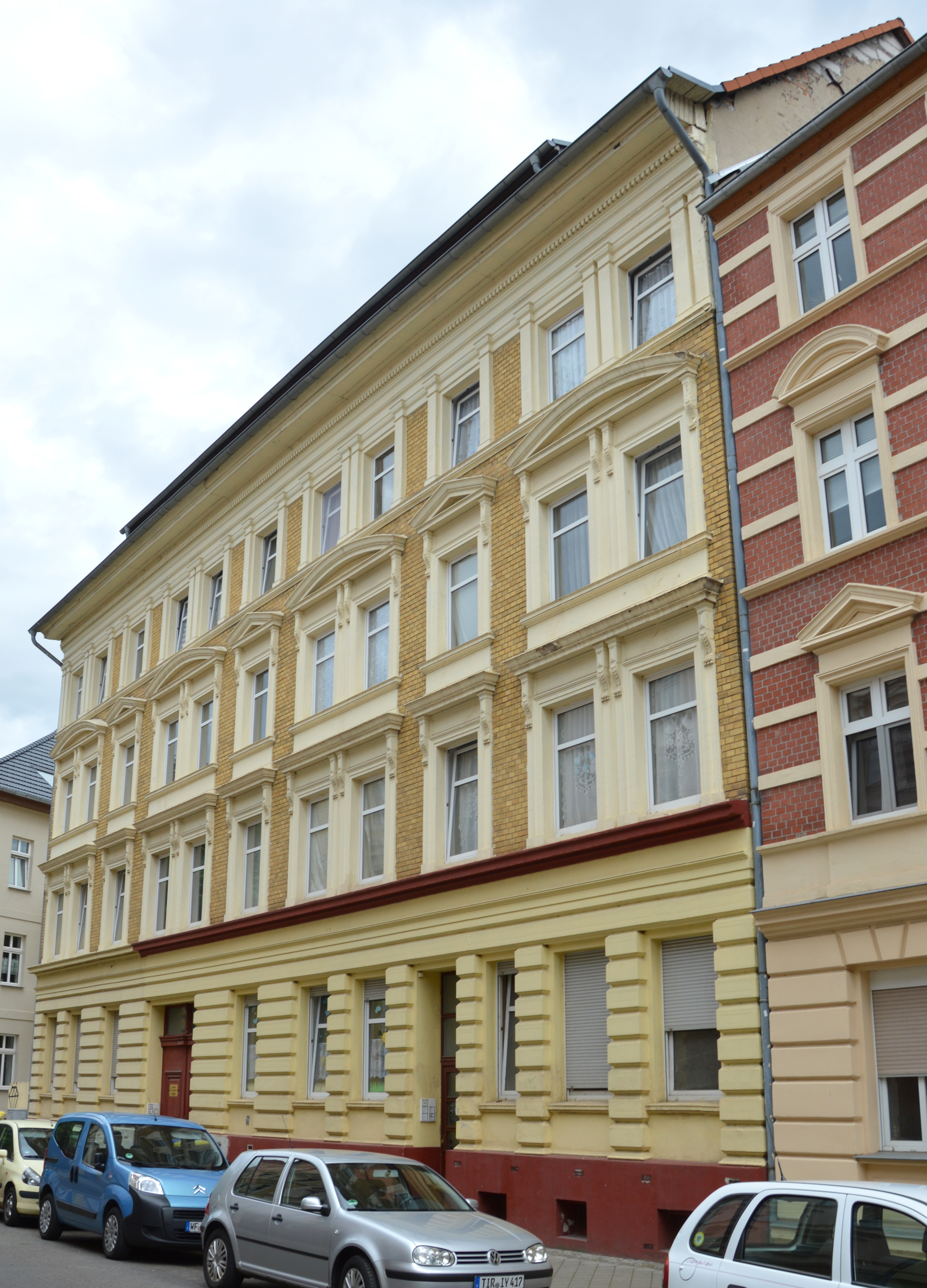
Braunschweiger Straße 101, 102

Das Haus Braunschweiger Straße 101, 102 ist ein denkmalgeschütztes Wohnhaus in Magdeburg in Sachsen-Anhalt.

## Lage
Es befindet sich auf der Südseite der Braunschweiger Straße im Magdeburger Stadtteil Sudenburg. Das Gebäude gehört als  Einzeldenkmal zum Denkmalbereich Braunschweiger Straße 1–10, 98–108. Westlich grenzt das gleichfalls denkmalgeschützte Haus Braunschweiger Straße 100 an.

## Architektur und Geschichte
Der viergeschossige Bau entstand im Jahr 1883 durch den Maurerpolier Heinrich Bunge nach eigenen Entwürfen. Die repräsentativ im Stil der Neorenaissance gestaltete elfachsige Fassade des Ziegelbaus ist im Erdgeschoss mit einer Rustizierung versehen. Die Fensteröffnungen der oberen Stockwerke sind zum Teil als Paare zusammengefasst und von Verdachungen in Form von Segmentbögen überspannt. Am dritten Obergeschoss besteht eine Gliederung aus Pilastern.
Im Denkmalverzeichnis für Magdeburg ist das Wohnhaus unter der Erfassungsnummer 094 81941 als Baudenkmal verzeichnet.
Das Gebäude gilt als Teil der erhaltenen gründerzeitlichen Häuserzeile als prägend für das Straßenbild und wichtiges Dokument für die bauliche Entwicklung Sudenburgs in der Bauzeit.